# 会津東宝
会津東宝（あいづとうほう）は、かつて福島県会津若松市にあった映画館である。1960年8月14日に開業し、2012年6月17日に起こった火災で焼失・廃業した。

## データ
- 所在地：福島県会津若松市中央1丁目1-8[1]
  - 開館当時の同市馬場下1丁目6番地[2]、現況は駐車場『東宝パーキング』
- 観客定員数：250名（開館時[2]）→88名（閉館時[1]）
- 経営者：本田栄（開館時[2]）→吉川裕一（2002年 - 閉館まで[1]）

## 歴史
1960年（昭和35年）8月14日、会津若松市馬場下1丁目6番地に建坪延490平方メートルの鉄骨モルタル造・冷暖房完備の映画館「会津東宝劇場」として設立・開業する。こけら落としは成瀬巳喜男監督の『夜の流れ』『娘・妻・母』の2本立てで、わずか1週間で12,037人を動員した。
当館が出来る2年前（1958年）の会津若松市内の映画館は、栄楽座・会津館・若松日活劇場・若松大映劇場・若松銀星座・グランド銀星・シネマパレスの7館のみで、平市（現いわき市）と並ぶ県内3位タイであったが、全国の映画館数がピークに達したこの年に当館と新東宝融楽座がオープンし、市内の映画館は9館に増加。しかし融楽座はわずか5年で営業を終えている。会津東宝はその名の通り東宝の名を冠した映画館としてスタートしたが、経営は本田興行が請け負っており、東宝系列の六部興行には入っていなかった。
1979年（昭和54年）にはスナックや飲食店を有する「あいづ東宝ビル」に改築しリニューアル。1階に入居した会津東宝は250席から88席に小規模化された。あいづ東宝ビルはオレンジ色の外観を有し、正面入口には「明るく楽しいみんなの東宝」と書かれていた。リニューアル後の1981年（昭和56年）に会津若松松竹劇場（旧銀星座）、1997年（平成9年）に若松大映劇場が姿を消し、会津若松の映画館は栄楽座3スクリーン（栄楽座・栄楽プラザ・みゆき座）と当館の2サイト・4スクリーンに減少。更に1998年（平成10年）3月1日には福島県内初のシネコン「ワーナー・マイカル・シネマズ福島」（現：イオンシネマ福島）が福島市にオープンし、競争が激化していく。
2008年（平成20年）12月19日に栄楽座が115年間続けた映画館事業を終えると、当館が会津若松唯一の映画館となった。会津東宝は東宝の邦画・洋画に限らないフリー館として営業を継続。2010年（平成22年）10月期には福島県三春町出身の玄侑宗久原作『アブラクサスの祭』（スネオヘアー・ともさかりえ主演）が上映され、同月10日にはスネオヘアーと玄侑による舞台挨拶が行われた。
2011年（平成23年）3月11日、東日本大震災が発生。会津若松市は震度5強を観測したが、ビル内に大きな被害はなく営業を再開。この影響で動員数が例年の半分以下に落ち込んだ。この年は1965年（昭和40年）に設立された「会津勤労者よい映画を観る会」（略称：会津労映）が解散を発表。同年5月14日から20日まで『武士の家計簿』（森田芳光監督・2010年）、同月21日から27日まで『フォレスト・ガンプ/一期一会』（ロバート・ゼメキス監督・1994年）の上映会を会津東宝で行い46年間の活動を締めくくった。
しかし2012年（平成24年）6月17日午前、ビル2階にあった飲食店内の約370平方メートル部分が焼失し、2階にいた男性1名が死亡する火災が発生。映画館のあった1階部分も被災しており、所有者は「建て替えないと再開出来ない」と発言していたが、2010年代に入ってから普及したデジタルシネマ化の波に吞まれた結果、再建することなく廃業。これによって、人口約11万2千人の会津若松から映画館が皆無となり、会津若松市民は最寄りの映画館まで車や電車で1時間前後かけて郡山市や福島市まで足を運ばなければならない状況が続いている。市の商工会議所のアンケートでも「映画館がほしい」という要望が多く、令和改元後の2021年（令和3年）7月頃には市内にシネコン構想が報じられたものの、未だに建設場所が決まらず現在（2024年）に至っている。
会津東宝の跡地は駐車場「東宝パーキング」となり、2024年時点の現況も同様である。